# Ira P. Swift

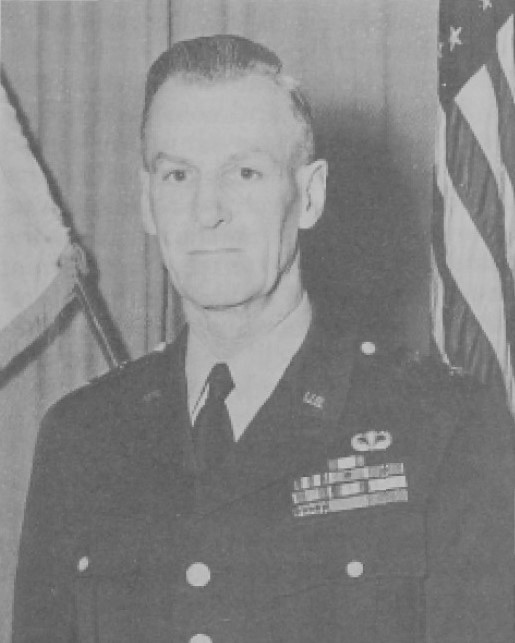
Ira P. Swift (1954)

Ira Platt Swift (* 8. Februar 1898 in Chicora, Wayne County, Mississippi; † 29. Juli 1987 in Winter Park, Florida) war ein Generalmajor der United States Army.
Ira Swift war der Sohn von Charles Augustus Swift (1852–1912) und dessen Frau Susan Platt Roberts (1861–1932). Er hatte zehn Geschwister. Einer seiner Brüder war der Politiker George R. Swift (1887–1972), der im Jahr 1946 für kurze Zeit den Staat Alabama im US-Senat vertrat. Im Jahr 1919 graduierte Ira Swift an der United States Military Academy in West Point. Anschließend wurde er Leutnant im US-Heer. In der Armee durchlief er anschließend alle Offiziersränge vom Leutnant bis zum Zwei-Sterne-General.
Über seine militärischen Verwendungen in den 1920er und 1930er Jahren ist nicht viel überliefert. In der Folge nahm er in verschiedenen Funktionen am Zweiten Weltkrieg teil. Zwischen dem 11. Januar 1941 und dem 9. März 1942 war er Stabsoffizier im Kriegsministerium der Vereinigten Staaten. Es folgte ein Kommando über das 14. Panzer-Regiment, das er bis Juli 1943 innehatte. Danach wurde er zur 9. Panzer-Division versetzt, wo er bis zum Juli 1944 stellvertretender Stabschef war. Anschließend gehörte er bis zum 15. Mai 1945 als Assistant Commanding General der 82. Luftlandedivision an, die zu den nach Deutschland vorstoßenden Einheiten gehörte. Während dieser Zeit wurde er am 20. März 1945 zum Brigadegeneral der Army of the United States befördert. Den entsprechenden Rang in der regulären United States Army erhielt er am 24. Januar 1948.
Zwischen 1945 und 1947 diente Ira Swift wieder als Stabsoffizier im Kriegsministerium. Dabei war er Leiter des militärischen Personalwesens (Chief of Military Personnel Management Group) und von April 1947 bis Juli 1948 stellvertretender Kommandeur der 2. Infanterie-Division. Danach war er Kommandant des Amerikanischen Sektors der Stadt Wien (1948–1951). Seine nächste Kommandeursstelle war die des Oberbefehlshabers der damals in Fort Knox stationierten 3. Panzerdivision. Diese Funktion übte er zwischen Februar und Juli 1951 aus. Danach wurde Swift als Kommandeur der 25. Infanterie-Division in den Koreakrieg hineingezogen. Dieses Amt hatte er zwischen dem 14. Juli 1951 und dem 18. Juli 1952 inne. Nach seiner Ernennung zum Generalmajor folgte das Kommando über das III Corps (1952 bis 1953). Sein letztes Kommando übte Ira Swift zwischen dem 5. März 1953 und dem 17. Juni 1954 aus. In dieser Zeit kommandierte er als Nachfolger von John Dahlquist das V. Corps, das im I.G.-Farben-Haus in Frankfurt am Main sein Hauptquartier hatte. Nach diesem Kommando ging Ira Swift in den Ruhestand.
Der mit Getrud Morgan Perry (1896–1979) verheiratete Generalmajor starb am 29. Juli 1987 in Winter Park in Florida und wurde auf dem Nationalfriedhof Arlington beigesetzt.

## Orden und Auszeichnungen
Ira Swift erhielt im Lauf seiner militärischen Laufbahn unter anderem folgende Auszeichnungen:
- Army Distinguished Service Medal
- Silver Star (2-Mal)
- Legion of Merit (2-Mal)
- Bronze Star Medal  (2-Mal)